# Château d'Ambroos
Le château d'Ambroos est un château situé dans le village belge de Hofstade, section de la commune de Zemst.

## Histoire
Dépendant au Moyen-Âge de Planckendael, le domaine devient la propriété des jésuites de Malines à partir de 1621, qui en font leur maison de campagne, l'utilisant comme maison de retraite. La « maison de plaisance » est entourée de deux canaux : les douves intérieures le long d'une route que l'île du château — environ un demi-hectare — renferme, les douves extérieures autour d'un rectangle de près de quatre hectares. La ferme, trois bâtiments séparés, est située à droite de l'entrée par le bras sud des douves extérieures. Un dessin à la plume aquarellé de Jan-Baptist De Noter (nl) de la première moitié du XIXe siècle, censé être une copie d'une image inconnue datant de 1760, ne correspond pas tout à fait à la carte de Ferraris. 
Après la dissolution de la Compagnie de Jésus, le château d'Ambroos est acquis en 1777 par le manufacturier millionnaire Constantin Joseph van den Nieuwenhuysen (1749-1823), aumônier et écoutète de la ville de Malines, membre fondateur de l'Académie impériale et royale des Beaux-Arts de Malines, important propriétaire foncier, également propriétaire d'un hôtel particulier et des anciens Couvents des Cellites et des Capucins de Malines, qui sera la plus importante fortune de Malines en 1814. Descendant de Gérard van den Nieuwenhuysen, marié à Isabelle-Caroline de Drijver, il est le beau-père de Jean-Henri de Perceval, de  Martial Deudon d'Heysbroeck, de Corneille Scheppers (frère de Mgr Victor Scheppers) et de Jean Baptiste van den Wiele (petit-fils de Jean-Baptiste van den Wiele),,. 
Transformée en château au cours de la seconde moitié du XVIIIe siècle et adaptée dans un style néoclassique austère, entourée d'un parc paysager, à l'origine de quatre hectares et aménagé vers 1800, avec des reliques des anciens douves et fossés annulaires et une symétrie qui est inhabituelle pour un jardin à l'anglaise. Sur le plan cadastral primitif dressé par l'arpenteur Rossignon vers 1820, le fossé périphérique extérieur délimite un « jardin d'agrément » de près de trois hectares. Le bâtiment représenté par De Noter est toujours reconnaissable sur la carte établie par le cadastre avec la baie d'entrée en saillie. Le complexe agricole avec des écuries, une grange et une remise a reçu un plan d'étage en forme de U.
Vers 1830, l'ancien domaine jésuite appartenait à Joseph van den Nieuwenhuysen. Willem van den Nieuwenhuysen est quant à lui propriétaire du château voisin du même nom plus proche de Hofstade, qui jusqu'en 1870 avait également un hameau de Muizen. 
En 1845, le château d'Ambroos, regroupant la ferme et les avenues et terrains environnants, totalise environ 32 hectares. Il est vendu au Bruxellois Joseph-Joachim Poot (1802-1848), marié à Caroline Baudier.

## Le château

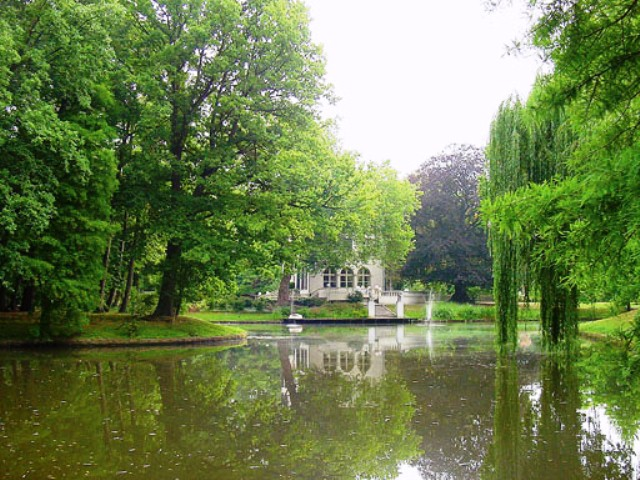
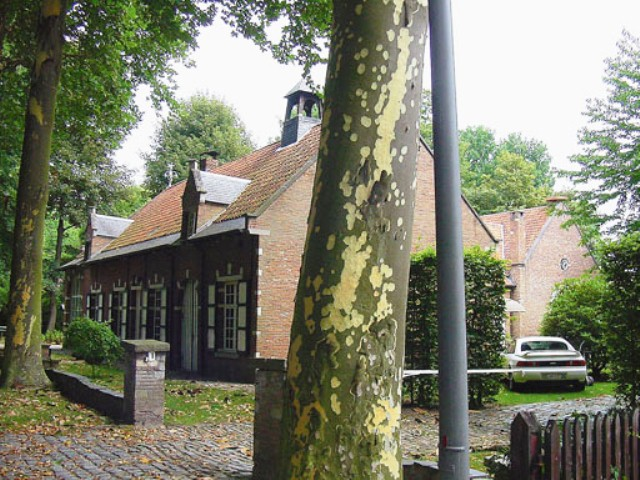

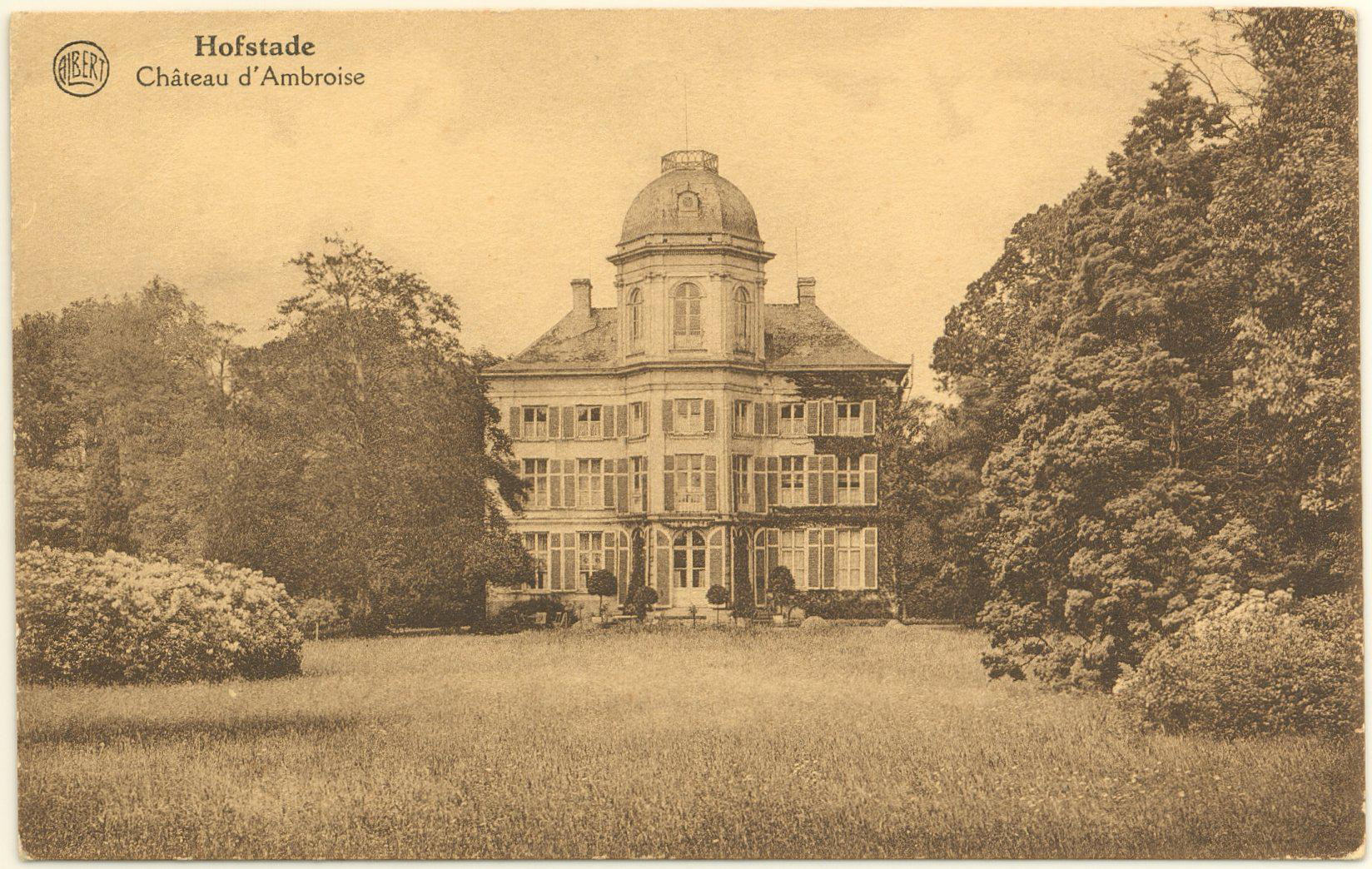
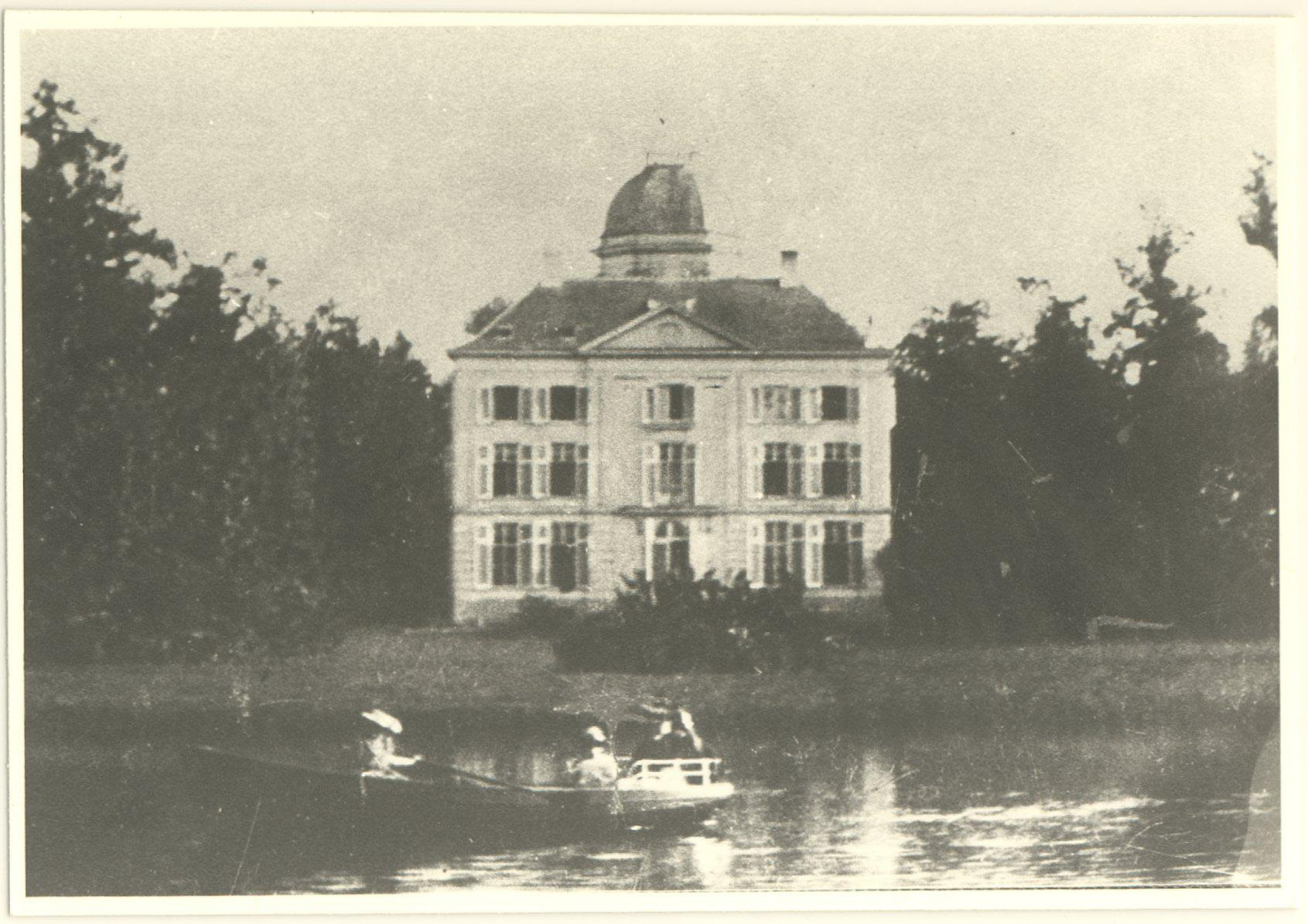
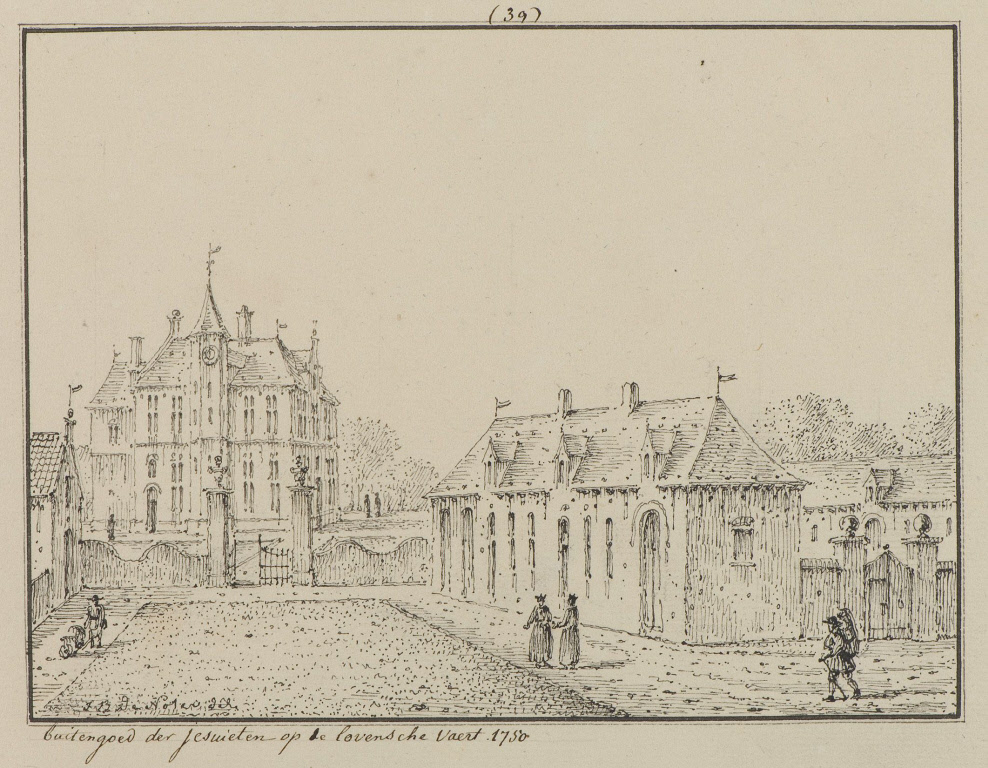
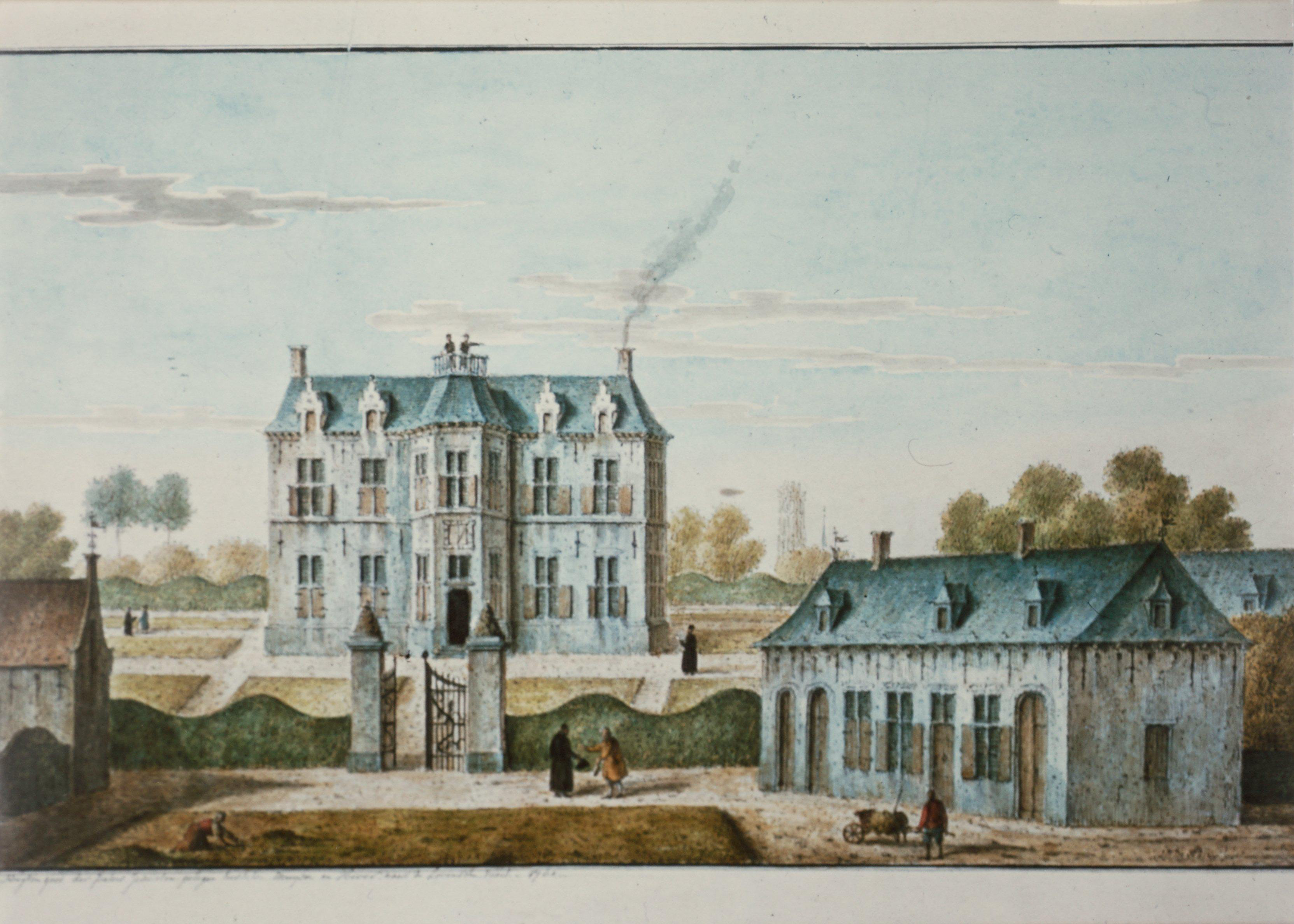